# 立飛駅
立飛駅（たちひえき）は、東京都立川市泉町にある多摩都市モノレール線の駅。駅番号はTT14。1998年（平成10年）11月27日開業。駅名は、当初は地名から泉駅として計画・建設されていたが、タチヒグループ（立飛企業・新立川航空機など）の敷地が駅付近一帯にあることから決定された。
駅に直結するららぽーと立川立飛など、駅周辺の開発に合わせて駅舎の大規模改修工事が行われ、2015年10月15日に南口の供用が開始された。同時にエスカレーターや階段の増設も行われ、従来の改札口は北口となった。
駅係員の業務は、京王グループの京王設備サービスに委託している。

## 歴史
- 1998年（平成10年）11月27日：上北台 - 立川北間の開通に伴い、当駅が開業[1]。
- 2015年（平成27年）10月15日：駅舎の大規模改修工事が行われ、南口が供用開始[4]。
- 2020年（令和2年）11月7日：当駅が最寄りとなるアリーナ立川立飛を本拠地とする、B.LEAGUE・アルバルク東京の選手によるアナウンスが放送開始となる（2020-21シーズン終了まで）[5]。

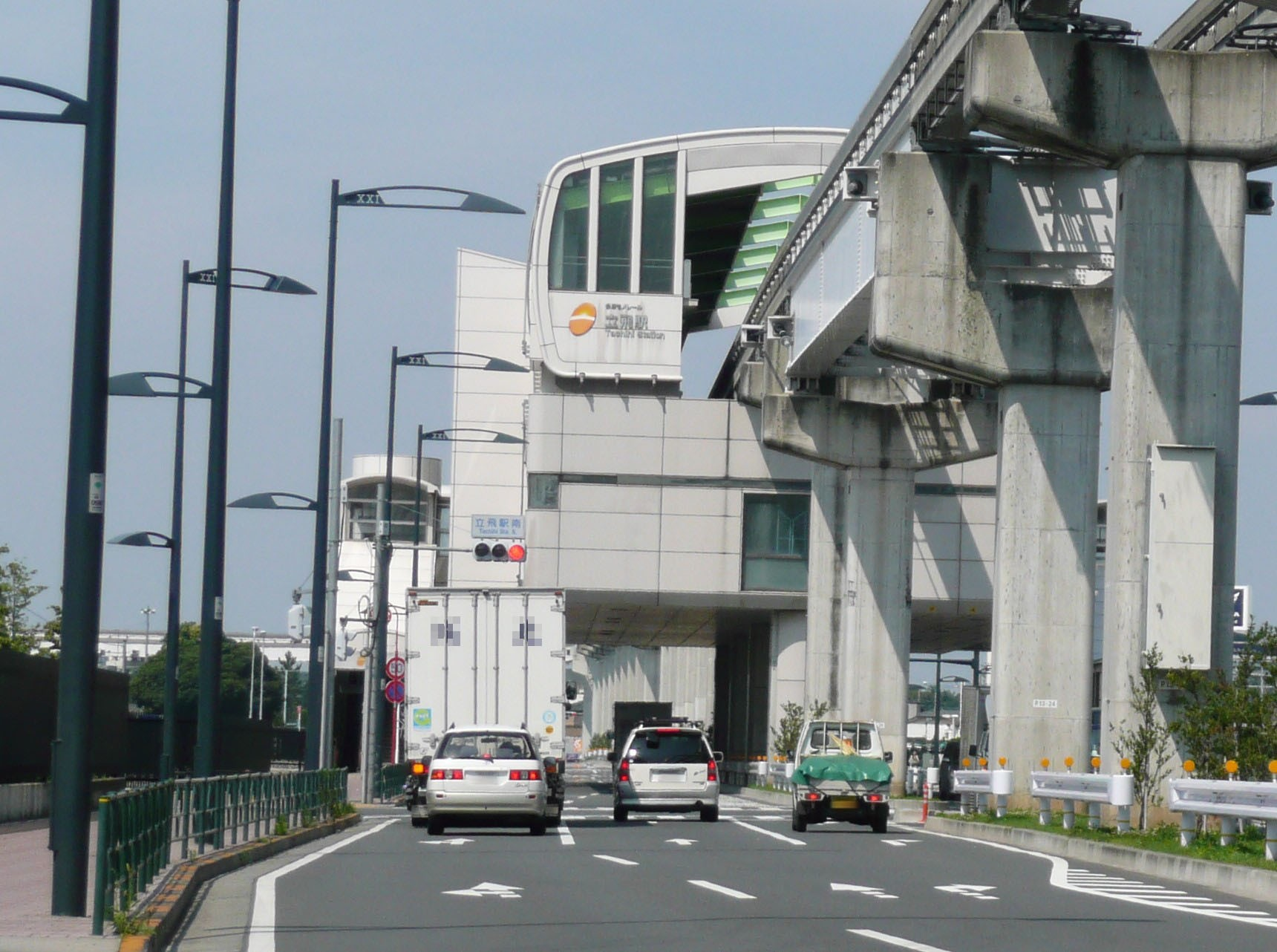
改修工事前の立飛駅外観（2008年7月撮影）
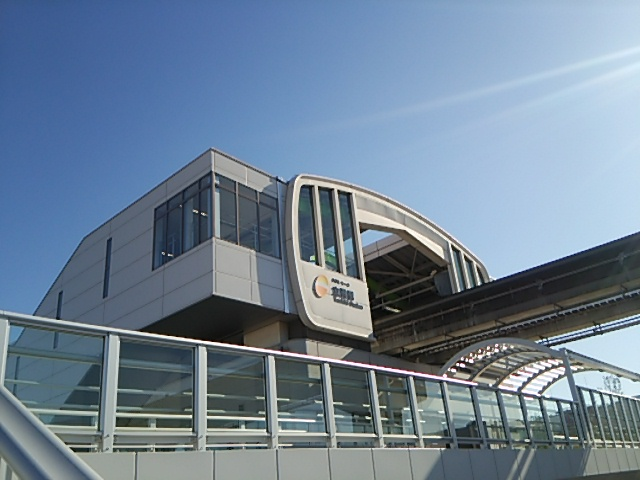
改修工事後の立飛駅南口側外観（2015年10月撮影） ららぽーと立川立飛方面とデッキで連絡している

## 駅構造
相対式ホーム2面2線を持つ高架駅である。

### のりば
| 番線 | 路線                 | 行先             |
| ---- | -------------------- | ---------------- |
| 1    | 多摩都市モノレール線 | 上北台方面       |
| 2    | 多摩都市モノレール線 | 多摩センター方面 |

## 利用状況
2024年度の1日平均乗降人員は14,304人である。2015年度には前年度比で2.9倍増となった。
開業以来の1日平均乗降・乗車人員推移は下記の通り。
| 年度               | 1日平均 乗降人員 | 1日平均 乗車人員 | 出典              |
| ------------------ | ---------------- | ---------------- | ----------------- |
| 1998年（平成10年） | 530              | 254              | [ 東京都統計 1 ]  |
| 1999年（平成11年） | 871              | 410              | [ 東京都統計 2 ]  |
| 2000年（平成12年） | 1,295            | 621              | [ 東京都統計 3 ]  |
| 2001年（平成13年） | 1,371            | 658              | [ 東京都統計 4 ]  |
| 2002年（平成14年） | 1,277            | 629              | [ 東京都統計 5 ]  |
| 2003年（平成15年） | 1,515            | 750              | [ 東京都統計 6 ]  |
| 2004年（平成16年） | 1,809            | 888              | [ 東京都統計 7 ]  |
| 2005年（平成17年） | 1,886            | 926              | [ 東京都統計 8 ]  |
| 2006年（平成18年） | 3,414            | 1,514            | [ 東京都統計 9 ]  |
| 2007年（平成19年） | 3,049            | 1,314            | [ 東京都統計 10 ] |
| 2008年（平成20年） | 3,048            | 1,310            | [ 東京都統計 11 ] |
| 2009年（平成21年） | 3,074            | 1,335            | [ 東京都統計 12 ] |
| 2010年（平成22年） | 3,876            | 1,716            | [ 東京都統計 13 ] |
| 2011年（平成23年） | 4,107            | 1,804            | [ 東京都統計 14 ] |
| 2012年（平成24年） | 3,926            | 1,624            | [ 東京都統計 15 ] |
| 2013年（平成25年） | 3,419            | 1,396            | [ 東京都統計 16 ] |
| 2014年（平成26年） | 3,443            | 1,410            | [ 東京都統計 17 ] |
| 2015年（平成27年） | 8,897            | 4,090            | [ 東京都統計 18 ] |
| 2016年（平成28年） | 12,246           | 5,789            | [ 東京都統計 19 ] |
| 2017年（平成29年） | 12,187           | 5,782            | [ 東京都統計 20 ] |
| 2018年（平成30年） | 13,025           | 6,208            | [ 東京都統計 21 ] |
| 2019年（令和元年） | 12,986           | 6,248            | [ 東京都統計 22 ] |
| 2020年（令和02年） | 9,537            | 4,659            |                   |
| 2021年（令和03年） | 10,789           | 5,303            | [ モノ 1 ]        |
| 2022年（令和04年） | 13,156           | 6,472            | [ モノ 1 ]        |
| 2023年（令和05年） | 13,844           | 6,766            | [ モノ 1 ]        |
| 2024年（令和06年） | 14,304           | 6,986            | [ モノ 1 ]        |

備考
1. ↑  1998年11月27日、多摩モノレール開業。

## 駅周辺

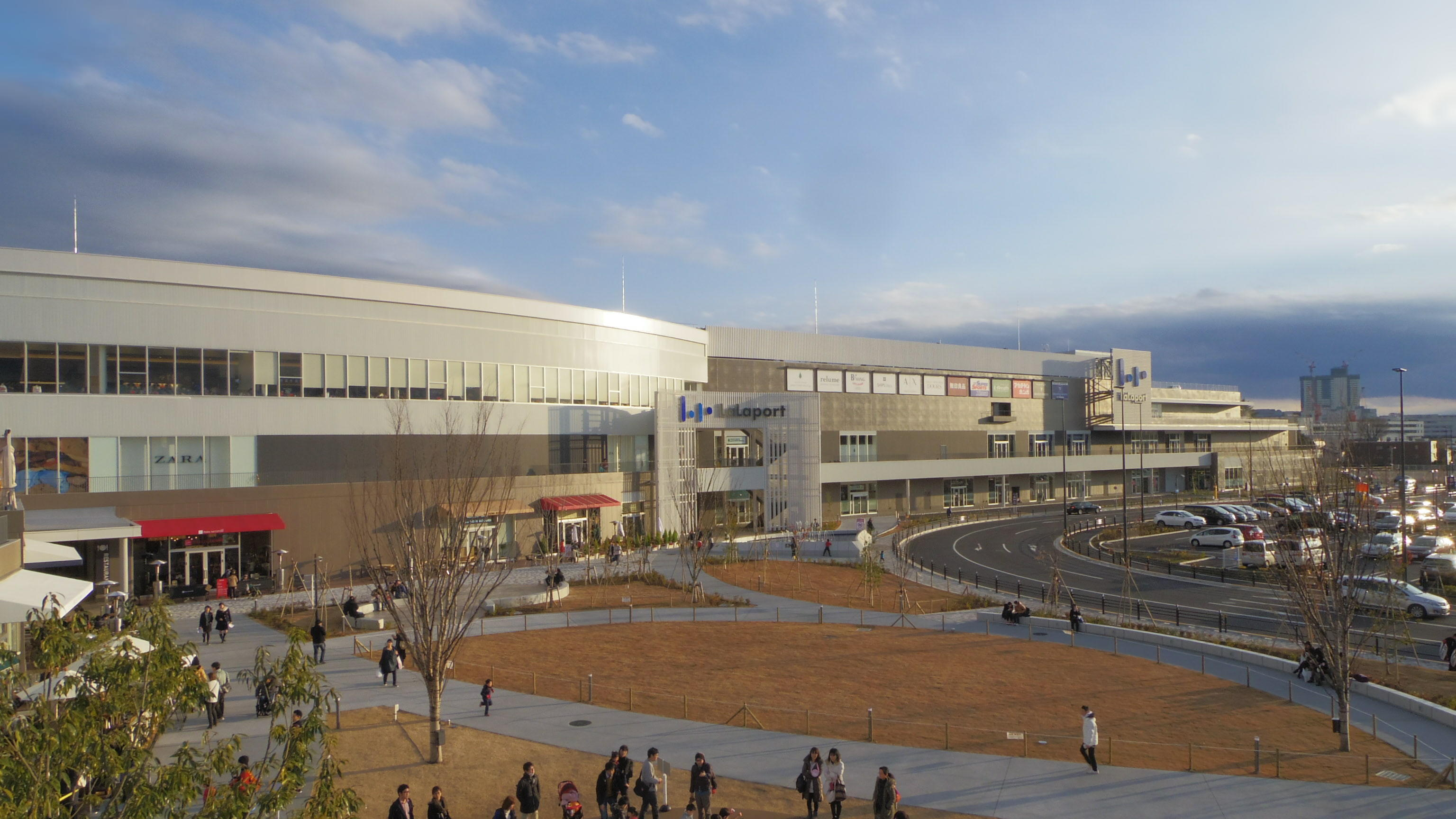
ららぽーと立川立飛

駅周辺は、タチヒグループ私有地に広く囲まれている。
- 立飛ホールディングス（立飛企業）
  - ららぽーと立川立飛[7]。
    - ドン・キホーテ ららぽーと立川立飛店
    - TOHOシネマズ立川立飛

  - アリーナ立川立飛
  - MAO RINK TACHIKAWA TACHIHI
- ABCハウジング ハウジングワールド立川（住宅展示場）
- 真如苑応現院

## バス路線
駅の真下にある都道を立川バスの路線が通っているが、以前は停留所が無く通過していた。「ららぽーと立川立飛」の開業に伴い、利便性向上を図るため2016年（平成28年）6月16日始発より「立飛駅（ららぽーと立川立飛前）」停留所が新設された。
なお、駅からモノレールの高架線沿いに徒歩数分の場所にある「立飛東門」停留所には高速バス「レッツ号」が降車専用扱いで停車するが、現在は運休中である。

### 立飛駅（ららぽーと立川立飛前）
- 立26：立飛東門循環（立川地方合同庁舎経由）
- 立26：立飛東門循環（高松町三丁目経由）
- 立27：立飛循環
- 立21-2：玉川上水駅南口
- 立21-2：立川駅北口（立飛東門経由）
- 立27-1：立川駅北口
- 立27-1：202号棟（立飛東門経由）

立飛循環および202号棟行きに乗車する場合、4つの停留所（202号棟・204号棟・221号棟・保安本部）は立飛の私有地に存在するため通門証保持者以外は降車禁止である。降車しなければ通門証が無くてもそのまま立川駅方面へ乗車することは可能だが立飛構内出入口の守衛所では停車しないため、当該停留所で降車する際は事前もしくは事後に通門証などの取得が必要である。乗務員による通門証確認は行われないが、通門証を保持していないと不法侵入となる可能性があるので注意が必要である。

### 立飛東門
- レッツ号：降車専用

## 隣の駅
多摩都市モノレール
 多摩都市モノレール線
泉体育館駅 (TT15) - 立飛駅 (TT14) - 高松駅 (TT13)